# Jean-Nicaise Gros

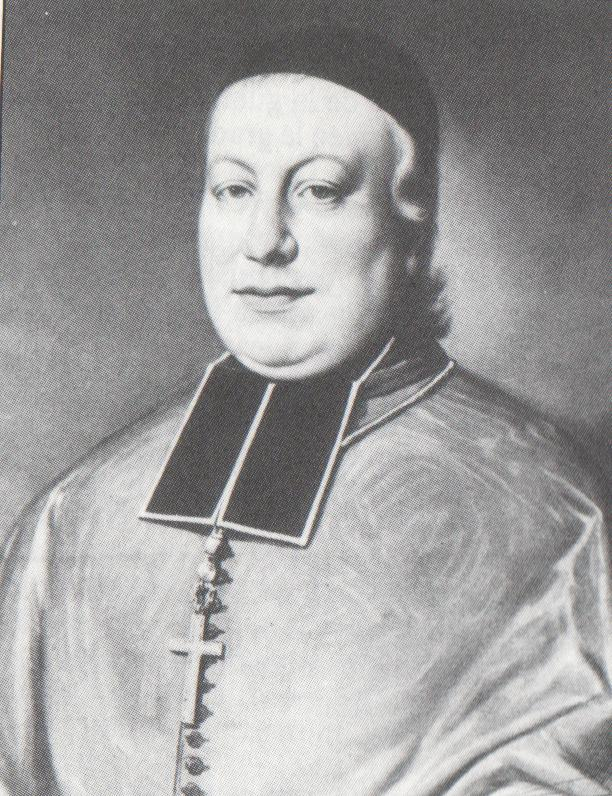
Bischof Jean-Nicaise Gros

Jean-Nicaise Gros (* 7. Oktober 1794 in Reims; † 13. Dezember 1857 in Versailles) war ein französischer römisch-katholischer Geistlicher und Bischof von Versailles.

## Leben
Nach seinem Theologiestudium am Priesterseminar von Meaux wurde er zum Vikar in Saint-Aspais de Melun ernannt und anschließend von Erzbischof Jean-Charles de Coucy zum Kanzler und später zum Generalvikar der Diözese Reims ernannt. Anschließend wurde er als Generalvikar nach Paris berufen.
Am 15. Oktober 1842 wurde Jean-Nicaise Gros zum Bischof von Saint-Dié ernannt, was am 27. Januar des folgenden Jahres durch die Römische Kurie bestätigt wurde. Die Bischofsweihe spendete ihm am 26. Februar 1843 der Erzbischof von Paris Denis-Auguste Affre; Mitkonsekratoren waren der Erzbischof von Albi Jean-Joseph-Marie-Eugène de Jerphanion und der Bischof von Versailles Louis Blanquart de Bailleul. Am 3. März desselben Jahres nahm Gros seinen Bischofssitz in Besitz und am 23. März zog er in Saint-Dié ein.
Am 3. März 1844 wurde er durch königliches Dekret zum Bischof von Versailles ernannt, was er bis zu seinem Tod blieb.